# Magistralni put 13
Die Magistralni put 13 ist eine Bundesstraße in Serbien. Sie beginnt in Horgoš und führt in südlicher Richtung über Kikinda und Zrenjanin bis in die serbische Hauptstadt Belgrad.